# Einführungsgesetz zum Gesetz über Ordnungswidrigkeiten
Das Einführungsgesetz zum Gesetz über Ordnungswidrigkeiten (EGOWiG) vom 24. Mai 1968 war ein 156 Artikel umfassendes Bundesgesetz zur Rechtsvereinheitlichung der bis dahin geltenden nebenstrafrechtlichen Gesetze. Es trat zeitgleich mit dem Gesetz über Ordnungswidrigkeiten (OWiG) am 1. Oktober 1968 in Kraft, das viele Tatbestände aus dem Kriminalunrecht ausschied und zu Ordnungswidrigkeiten herabstufte.

## Allgemeine Bedeutung
Im Zusammenhang mit der Großen Strafrechtsreform in den 1960er-Jahren enthielt das EGOWiG teils Vorschriften zur Änderung des Strafgesetzbuchs, teils Vorschriften zum zeitgleich neugestalteten Gesetz über Ordnungswidrigkeiten und betraf Tatbestände, die der Gesetzgeber für nicht mehr strafwürdig hielt.
Insbesondere wurden die praktisch besonders bedeutsamen Übertretungstatbestände des Straßenverkehrsrechts in Bußgeldtatbestände umgewandelt. Die übrigen Übertretungstatbestände wurden dann zum 1. Januar 1975 im Einführungsgesetz zum neuen Strafgesetzbuch entsprechend entkriminalisiert.
Das Gesetz gliederte sich in vier Abschnitte:
1. Änderungen des Strafgesetzbuches, der Strafprozessordnung und des Straßenverkehrsgesetzes
2. Folgeregelungen, die sich aus der Neuregelung des Gesetzes über Ordnungswidrigkeiten und aus den Änderungen des Strafgesetzbuches für das Bundesrecht ergeben (Änderung von mehr als 160 Einzelgesetzen)
3. allgemeine Vorschriften für die Anpassung des Landesrechts
4. Überleitungs- und Schlussvorschriften.

Das EGOWiG wurde rund 37 Jahre nach seinem Inkrafttreten aufgehoben, da für die darin noch enthaltenen Regelungen kein praktischer Bedarf mehr bestand.

## Besondere Bedeutung des Art. 1 Nr. 6 EGOWiG
Das Gesetz war von dem Ministerialbeamten Eduard Dreher, einem ehemaligen NSDAP-Mitglied und ab 1938 Staatsanwalt am Sondergericht Innsbruck, entworfen worden und trat in Kraft, während der Sozialdemokrat Gustav Heinemann amtierender Bundesjustizminister war.
Dem Gesetzeszweck des EGOWiG zuwider, lediglich Bagatelldelikte zu entkriminalisieren, führte Art. 1 Nr. 6 EGOWiG durch eine Änderung von § 50 StGB – in seiner rechtspolitischen Bedeutung bis heute umstritten – dazu, dass auch die sogenannte „Endlösung der Judenfrage“ als der strafrechtlich am schwersten wiegende Tatbestand nicht mehr geahndet werden konnte. Denn eine Tatteilnahme, bei der dem Angeklagten ein Handeln aus niedrigen Beweggründen wie Rassenhass nicht in eigener Person nachgewiesen werden konnte, war nach der Rechtsprechung des 5. Strafsenats des Bundesgerichtshofs vom 20. Mai 1969 bei Anwendung des § 50 Abs. 2 StGB n.F. und einer obligatorischen Strafmilderung bereits seit 1960 verjährt (sog. Verjährungsskandal). Es sei „bei den Vorarbeiten zum EGOWiG offensichtlich übersehen worden, welche Konsequenzen die Neugestaltung des § 50 für die Verjährung hat, insbesondere für das Problem der Verjährung der Teilnahme am Mord“.
Damit wurde auch die seit Anfang der 1960er Jahre geführte Verjährungsdebatte unterlaufen, in deren Folge der Eintritt der Verfolgungsverjährung für Verbrechen, die während der NS-Diktatur aus politischen Gründen nicht bestraft worden waren, ausdrücklich verhindert werden sollte.
Das Urteil des 5. Strafsenats des Bundesgerichtshofes führte zur Einstellung von Strafverfahren, da die Verjährung ein absolutes Verfahrenshindernis ist. Damit wurde eine bereits von der Staatsanwaltschaft vorbereitete Prozessserie um Mitarbeiter des Reichssicherheitshauptamts (RSHA) in Berlin vereitelt.
Daran änderte auch das Urteil des 4. Strafsenats des Bundesgerichtshofes vom 4. März 1971 nichts, wonach für den Fall, dass im Hinblick auf das täterbezogene Mordmerkmal der „niedrigen Beweggründe“ Verjährung eingetreten sein sollte, dies hinsichtlich der Belangung des Gehilfen unerheblich sei, weil durch die Haupttat auch das tatbezogene Mordmerkmal „grausam“ erfüllt sei. Es genüge, dass die Haupttäter mit der grausamen Tötung einverstanden waren und der Angeklagte als Gehilfe dies wusste. Auf dieser Grundlage wurden John Demjanjuk 2011 und Oskar Gröning 2015 verurteilt.
Seit Inkrafttreten des § 78 Abs. 4 StGB in der Fassung des 2. Strafrechtsänderungsgesetzes (2. StrRG) am 1. Januar 1975 ist die Reduzierung der Höchststrafe für die Beihilfe gem. § 27 Abs. 2 i. V. m. § 49 Abs. 1 StGB ohne Einfluss auf die Dauer der Verjährungsfrist (vgl. aber für vor 1975 begangene Taten Artikel 309 Absatz 3 EGStGB). 